# Rothund
Der Rothund (Cuon alpinus) oder Asiatische Wildhund ist ein in Asien weit verbreiteter Wildhund. Er gehört zusammen mit dem Wolf und dem Afrikanischen Wildhund zu den großen, rudelbildenden Hetzjägern unter den Hunden.
Der Rothund findet sich in der Literatur unter zahlreichen Namen, die für Unklarheit sorgen können. Die Bezeichnung Asiatischer Rotwolf kann zur Verwechslung mit dem nicht näher verwandten Rotwolf führen. Der Name Alpenwolf ist aufgrund des Verbreitungsgebiets, das kein als Alpen bezeichnetes Gebirge (insbesondere nicht die europäischen Alpen) umfasst, unsinnig, findet aber in der Literatur Verwendung. Daneben werden gelegentlich die Namen Dhole (indischer Name des Rothunds, etwa in Rudyard Kiplings Dschungelbuch) und Adjak (javanischer Name) verwendet.

## Merkmale

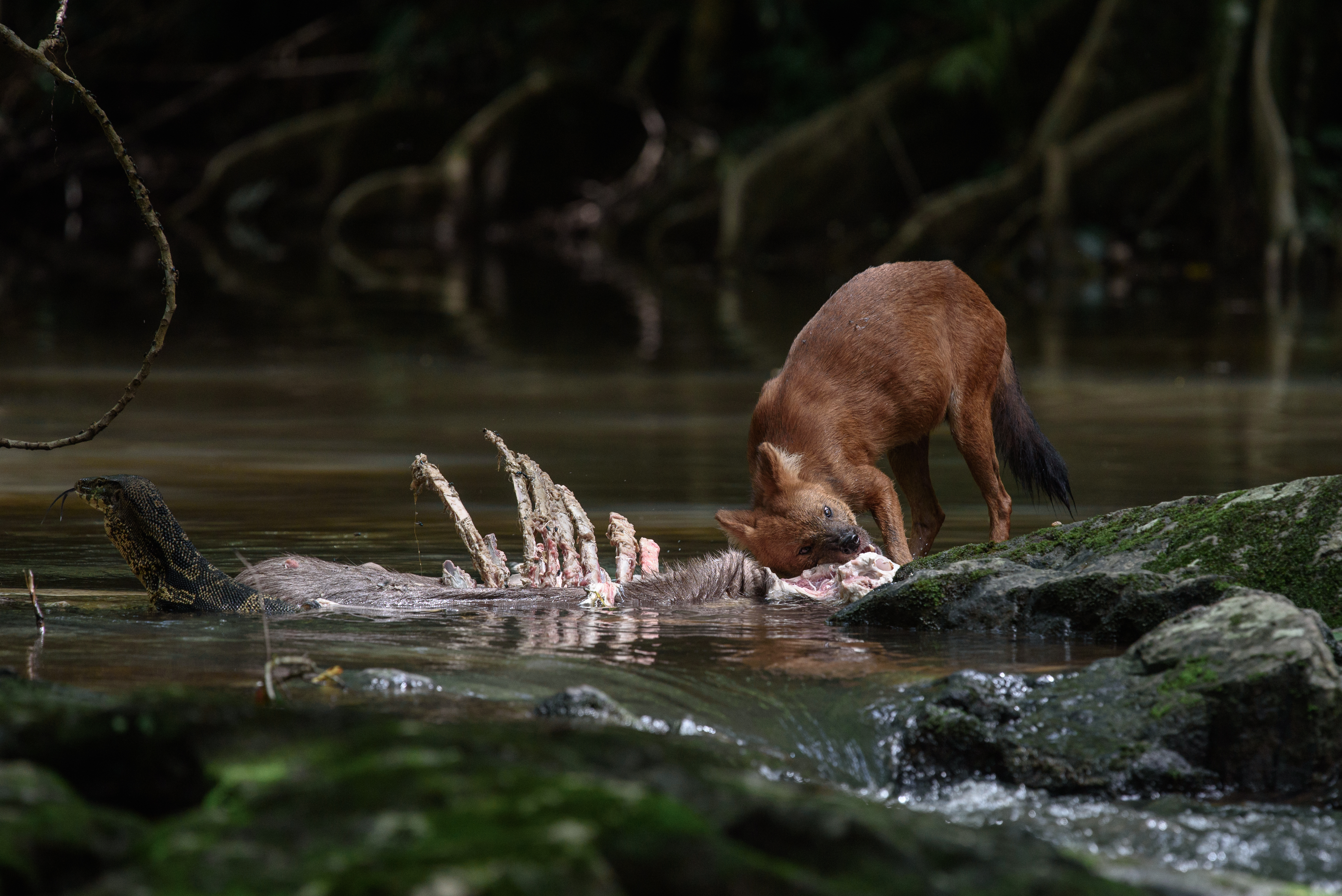
Rothund mit Beute, daneben ein Bindenwaran

Asiatische Wildhunde erreichen eine Kopf-Rumpf-Länge von knapp 1 m, hinzu kommen 45 cm Schwanz. Das Stockmaß beträgt 45 cm und ihr Gewicht 20 kg. Der Name „Rothund“ kommt von der Fellfarbe, die zwischen Tönen von Rotbraun und Orange schwankt. Die Unterseite ist weißlich. Der Schwanz ist immer dunkler als der Körper und an der Spitze schwarz.
Von den meisten übrigen Hunden unterscheidet er sich dadurch, dass er weniger Backenzähne im Unterkiefer hat. So besitzt der Rothund nur 40 anstatt 42 Zähne.

## Verbreitung und Lebensraum
Der Rothund ist über verschiedenste Klimazonen vom Altai und der Mandschurei südlich bis nach Indien und Indonesien verbreitet. Bis ins Pleistozän war die Gattung Cuon auch noch in Europa, Borneo und Sri Lanka verbreitet, möglicherweise auch in Nordamerika.
In der Regel gehen Wölfe und Rothunde einander aus dem Weg, so dass es zwischen beiden Arten scharf getrennte Verbreitungsgebiete gibt. Im Gegensatz zu Wölfen meiden Rothunde offenes Gelände wie Steppen und Wüsten. Bergsteppen werden allerdings besiedelt. Sie leben vor allem in Wäldern, und zwar sowohl in den Nadelwäldern entlang des Amur als auch in den tropischen Regenwäldern Südostasiens und in den Trocken- und Monsunwäldern Indiens. In zentralasiatischen Regionen finden sich Populationen vor allem in gebirgigen Regionen.

## Lebensweise

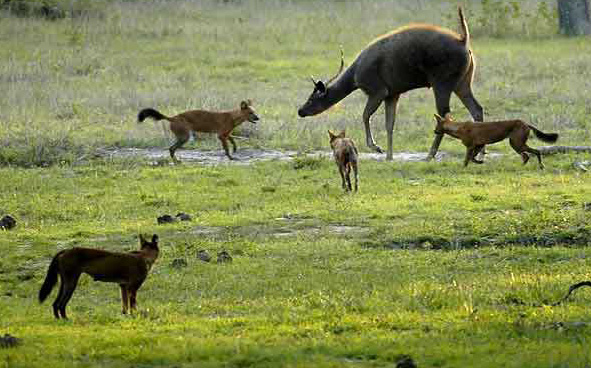
Rothunde beim Angriff auf einen Sambarhirsch im indischen Bandipur-Nationalpark

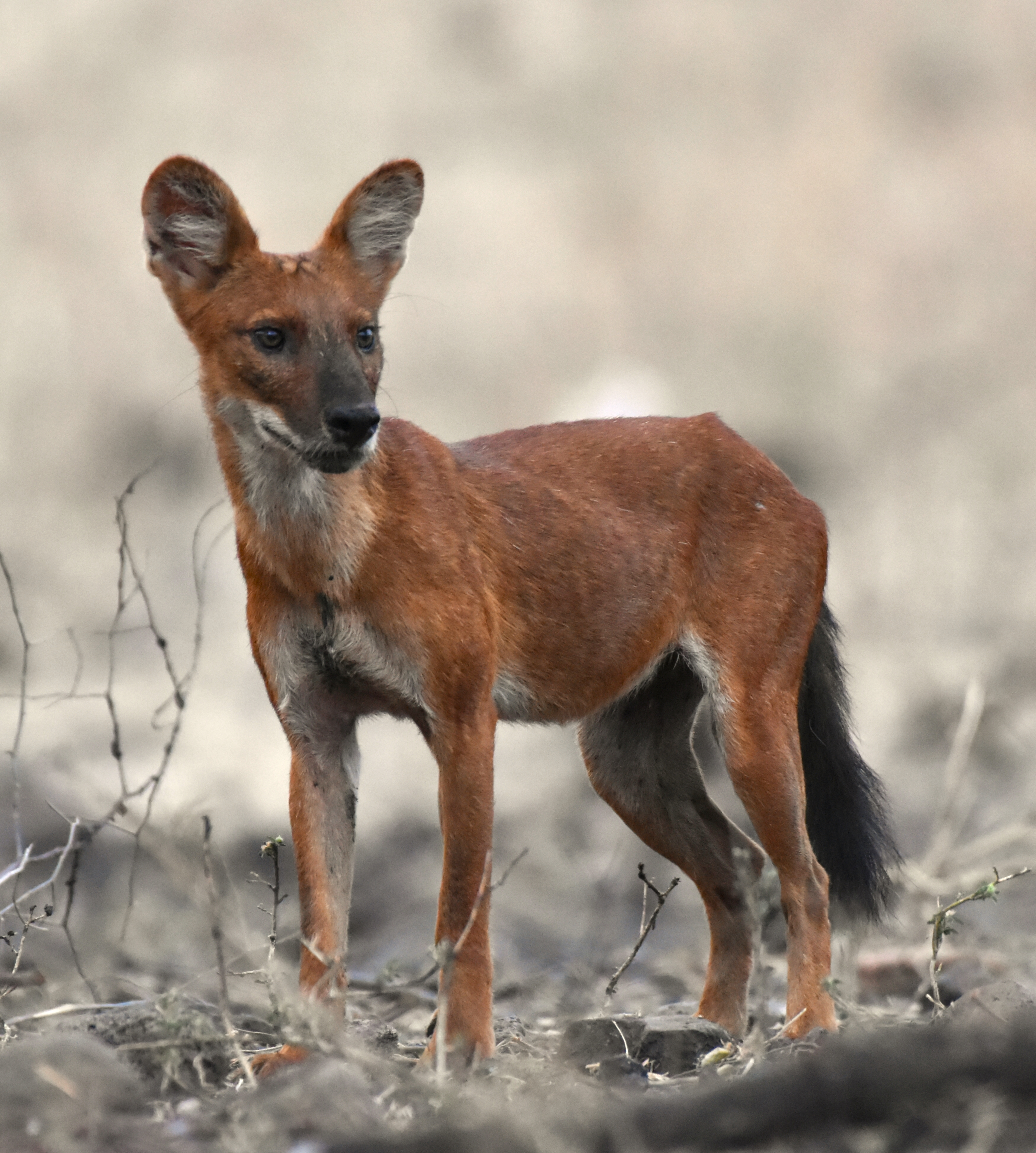
Java-Rothund im Nationalpark Baluran

Im Gruppenverhalten gibt es sehr viele Parallelen zu Wölfen und Afrikanischen Wildhunden. Die Rudelstärke der Rothunde liegt zwischen fünf und zwölf, selten bei über dreißig Einzeltieren. Das Rudel wird von einem Alpha-Paar angeführt, das als einziges für das Zeugen von Nachwuchs sorgt. Die Tragzeit liegt bei sechzig Tagen; im Wurf befinden sich im Schnitt sechs, manchmal bis zu neun Welpen. Das ganze Rudel ist bei der Jungenaufzucht behilflich.
Während der Hetzjagd kommunizieren Rothunde durch Pfeiftöne miteinander, um ihre Bewegungen abzustimmen, da ihre Umgebung oft laut und unübersichtlich ist. Meistens führt das Alpha-Männchen die Jagd an, es packt das Beutetier an den Hinterbeinen, die anderen Rudelmitglieder holen auf und zerreißen die Beute. Manchmal beginnen sie mit dem Verzehren der Beute, während diese noch lebt, einen gezielten Tötungsbiss gibt es nicht.
Zu den Beutetieren gehören Hirsche, Rehe, Steinböcke, Wildschafe und Wildschweine. Selbst so riesige Tiere wie Gaure werden im Rudel überwältigt. In Indien ist der Axishirsch sein Hauptbeutetier. Auch Nager, Aas und Insekten werden gefressen, und selbst Pflanzenkost in Form von Beeren sind sie nicht abgeneigt. An einer Jagd beteiligen sich meistens drei bis vier Mitglieder eines Rudels. 
Rothunde haben außer dem Menschen wenig Feinde. Im Rudel können sie sogar Bären und Leoparden überwältigen und töten. Wenn genug Hunde zusammenkommen, können sie selbst einen ausgewachsenen Tiger von seinem Riss vertreiben.

## Rothund und Mensch
Es gibt wohl keinen Bericht eines nachgewiesenen Angriffs von Rothunden auf Menschen. Rudyard Kiplings Buch The Second Jungle Book enthält eine Erzählung, in der Rothunde ein Wolfsrudel angreifen. Hier gelten sie als besonders blutrünstig, aber auch sonst sind Rothunde häufig als Bestien verschrien. Sie sind wohl nicht blutrünstiger als andere Raubtiere und töten nur zur Nahrungsaufnahme. Die Wildhunde wurden auch als Viehräuber verfolgt, teilweise wurden Abschussprämien bezahlt.

## Bestand

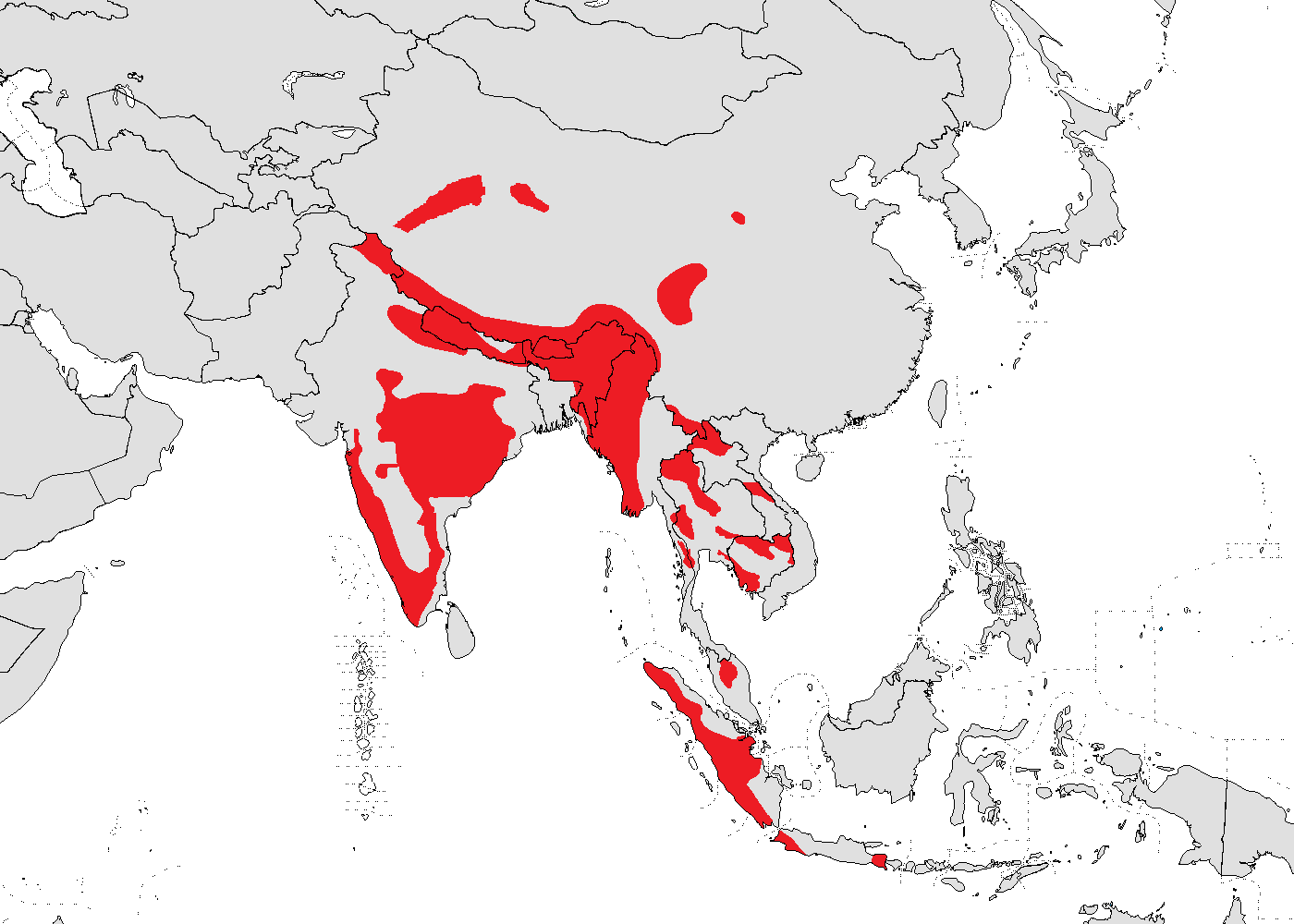
Verbreitungsgebiet des Rothundes nach Angaben der IUCN

Die IUCN führt den Rothund im Status „stark gefährdet“. Der Bestand wilder Rothunde wird auf weniger als 2500 Tiere geschätzt. Hauptursachen für den anhaltenden Bestandsrückgang sind die Zerstörung des Lebensraums und die Übertragung von Krankheiten durch verwilderte Haushunde.
Aus Sibirien, Turkestan und der Mongolei ist die Art mittlerweile fast verschwunden.
So liegen aus Kasachstan, Kirgisistan, Russland, Tadschikistan und der Mongolei keine bestätigten, neueren Berichte über Rothunde vor. Die Situation im chinesischen Teil des Tianshan-Gebirges ist unklar.
Einige halten sich noch in China, in den Bergen von West-Sichuan, Süd-Gansu und Ost-Qinghai.
In Tibet, vor allem im Grenzgebiet zu Ladakh und in Südost-Tibet, trifft man diese Wildhunde noch an, und in Indochina und Myanmar gibt es ebenfalls noch kleinere Bestände, allerdings meist in voneinander isolierten Vorkommen.
Über die Situation auf der Malaiischen Halbinsel sowie auf Java und Sumatra ist wenig bekannt, doch sind sie hier wohl auf wenige Schutzgebiete beschränkt.
In Indien vermochten sie sich, zumindest in einigen Nationalparks wie beispielsweise in Periyar, Nagarhole und Kanha, einigermaßen zu erhalten.
Vor allem im Zentralen Hochland von Dekkan, den West- und Ost-Ghats, sowie in Nordost-Indien (Arunachal Pradesh, Assam, Meghalaya und West Bengal) kommen sie noch heute vor.

## Systematik

### Externe Systematik
Der Rothund wird als einziger Vertreter der damit monotypischen Gattung Cuon zugeordnet. Die wissenschaftliche Erstbeschreibung erfolgte 1811 durch den Naturforscher Peter Simon Pallas. Sein Schwestertaxon sind die Wolfs- und Schakalartigen (Gattung Canis).

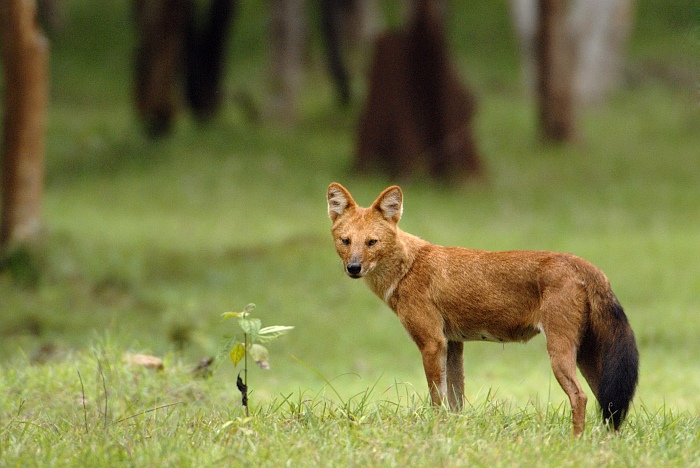
Indischer Rothund (Cuon alpinus dukhunensis)

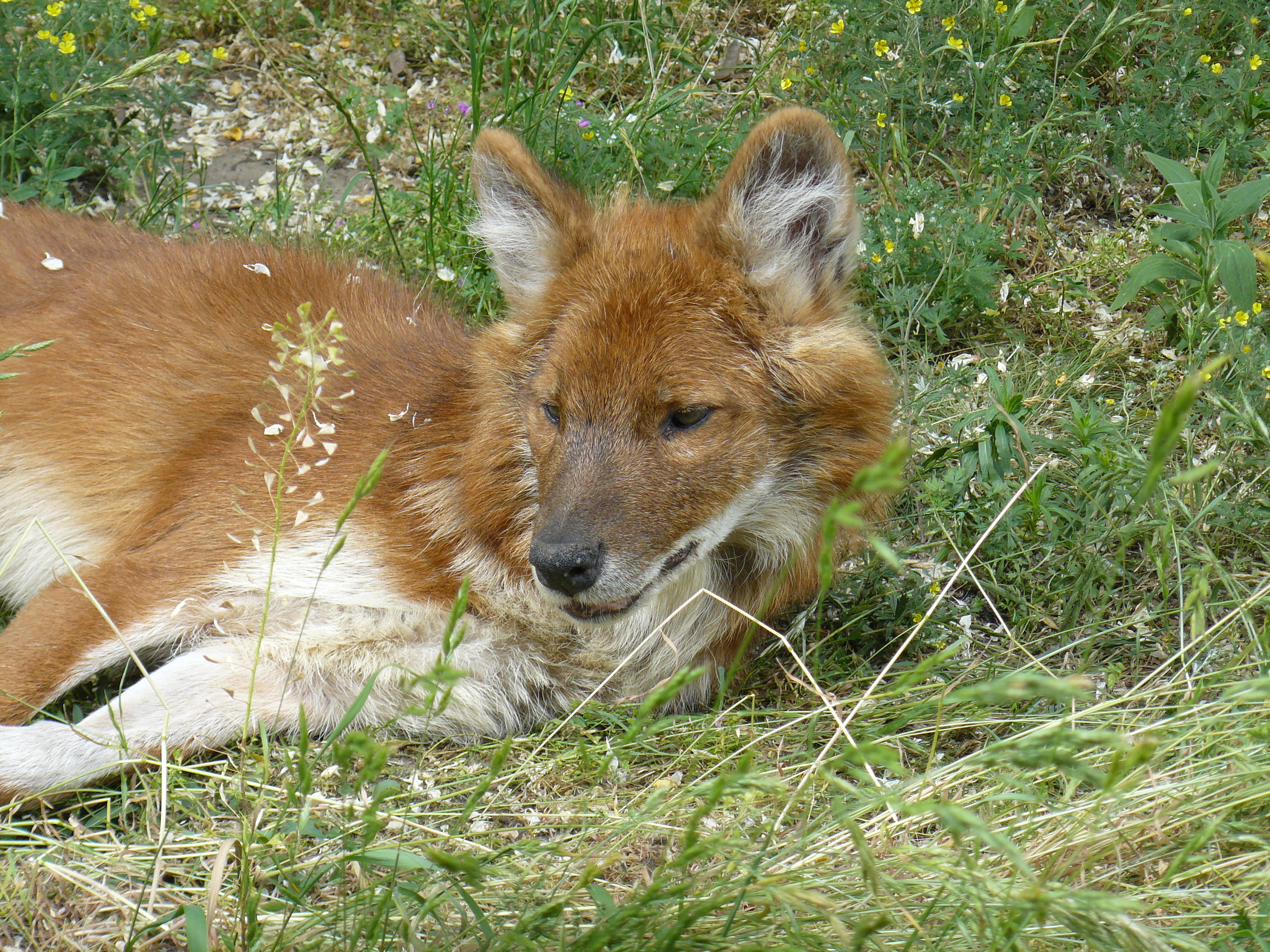
Kiangsi-Rothund (Cuon alpinus lepturus) im Tierpark Berlin

### Interne Systematik
Anhand von Körpergröße und Fell unterscheidet man elf Unterarten des Rothundes. Viele Beschreibungen basieren aber lediglich auf wenigen Individuen, und so ist nicht sicher, ob alle Unterarten Gültigkeit haben. Die einzige, die sich deutlich von den anderen Unterarten unterscheidet, ist der Turkestanische Alpenwolf (Cuon alpinus hesperius). Weitere potenzielle Unterarten sind:
- Cuon alpinus alpinus, Alpenwolf; Ost-Russland, von der Baikalsee-Region bis einschließlich Amur- und Ussurigebiet; dickes, gelbbraun-rötliches Fell mit gräulichem Nacken und ockerfarbener Schnauze
- Cuon alpinus javanicus, Java-Rothund; Java und Panataia; kurzes hellrotes Fell
- Cuon alpinus sumatrensis; Sumatra; kurzes, hellrotes Fell mit dunklem Backenbart
- Cuon alpinus infuscus; Süd-Myanmar, Malaysia, Thailand, und Vietnam; dunkelbraunes Fell und Eigenheiten im Schädelbau
- Cuon alpinus adustus, Burma-Rothund; Nord-Myanmar und Indochina; rotbraunes Fell
- Cuon alpinus dukhunensis, Dekkan-Rothund; südlich des Ganges in Indien; rotes Fell und schwarzer Backenbart, kurze Haare zwischen den Ballen
- Cuon alpinus primaevus; Himalayagebiet von Nepal, Sikkim, und Bhutan; längeres, rötlicheres Fell als C. a. dukhunensis, lange Haare zwischen den Ballen
- Cuon alpinus hesperius, Turkestanischer Alpenwolf; Süd-Sibirien, Ost-Turkestan und Nordwest-China (Altai und Tianshan); langes, hellgelbes Fell mit weißer Unterseite und blassem Backenbart
- Cuon alpinus laniger; Kaschmir und Süd-Tibet; gänzlich gelbgraues Fell
- Cuon alpinus fumosus; West-Sichuan, China, und Mongolei; üppiges, gelbrotes Fell mit dunklem Rücken und grauem Nacken
- Cuon alpinus lepturus, Kiangsi-Alpenwolf; südlich des Jangtsekiang in China; einförmig rotes Fell mit dichter Unterwolle

Nach Wilson & Reeder (2005) und dem Handbook of the Mammals of the World (2009) werden mit der Nominatform Cuon alpinus alpinus sowie Cuon alpinus hesperius und Cuon alpinus sumatrensis nur drei gültige Unterarten unterschieden.

## Belege
1. ↑  Pfeifende Raupen und fünf andere überraschend musikalische Tiere National Geographic, abgerufen am 9. November 2023
2. ↑  Rudyard Kipling: The Second Jungle Book: Red Dog
3. ↑  Klaus-Peter Koepfli, John Pollinger, Raquel Godinho, Jacqueline Robinson, Amanda Lea, Sarah Hendricks, Rena M. Schweizer, Olaf Thalmann, Pedro Silva, Zhenxin Fan, Andrey A. Yurchenko, Pavel Dobrynin, Alexey Makunin, James A. Cahill, Beth Shapiro, Francisco Álvares, José C. Brito, Eli Geffen, Jennifer A. Leonard, Kristofer M. Helgen, Warren E. Johnson, Stephen J. O’Brien, Blaire Van Valkenburgh, Robert K. Wayne: Genome-wide Evidence Reveals that African and Eurasian Golden Jackals Are Distinct Species. In: Current Biology. 2015, doi:10.1016/j.cub.2015.06.060.
4. 1 2  Don E. Wilson & DeeAnn M. Reeder (Hrsg.): Cuon alpinus in Mammal Species of the World. A Taxonomic and Geographic Reference (3rd ed).
5. ↑  Iyengar A., Babu V.N., Hedges S., Venkataraman A.B., Maclean N., Morin P.A.: Phylogeography, genetic structure, and diversity in the dhole (Cuon alpinus). Molecular Ecology (2005) 14, 2281–2297
6. ↑  Don E. Wilson, Russell A. Mittermeier: Handbook of the Mammals of the World – Volume 1 Carnivores. Lynx Editions, 2009, ISBN 978-84-96553-49-1. Seite 423.